# Ácido conjugado
Segundo a teoria ácido-base de Brønsted-Lowry, um ácido conjugado é a parte ácida de um par de espécies químicas  (íons ou moléculas) que se formam em consequência da ionização de um ácido (HX) que perde um próton (H+). A parte básica que se forma após a transferência  (X−) é chamada base conjugada. Assim, o ácido HCl Brønsted e sua base conjugada Cl− constituem um par conjugado ácido-base.
O modelo de Brønsted-Lowry baseia-se na ideia de que os ácidos são doadores de prótons, e as bases  são receptoras de prótons. A base conjugada ou o ácido 
Em solução aquosa, supondo que HX seja um ácido genérico e X- a sua base conjugada, a reação química de equilíbrio que ocorre é da forma: 
HX + H2O {\displaystyle \rightleftharpoons } X− + H3O+
Ácido + Base {\displaystyle \rightleftharpoons } Base conjugada + Ácido conjugado

Portanto,  o ácido H3O+, formado por protonação da  base H2O,   é chamado ácido conjugado de H2O; e H2O  é a base conjugada de H3O+. 
O ácido conjugado de uma base forte é um ácido fraco ou nulo. O ácido conjugado de uma base fraca ou nula é um ácido forte. Nos casos intermediários, quanto mais forte for a base, mais fraco será o ácido conjugado, e, reciprocamente, quanto mais forte for o ácido conjugado, mais fraca será a base. Abaixo estão tabulados diversos exemplos de pares de ácidos e bases conjugados. No sentido descendente da tabela, a força dos ácidos diminui e a força das bases aumenta .
| Ácido                                      | Base                              |
| ------------------------------------------ | --------------------------------- |
| HFSbF5 Ácido fluoroantimônico              | SbF6− Íon hexafluoroantimoniato   |
| HCl Ácido clorídrico                       | Cl− Íon cloreto                   |
| H2SO4 Ácido sulfúrico                      | HSO4− Íon sulfato de hidrogênio   |
| HNO3 Ácido nítrico                         | NO3− Íon nitrato                  |
| H3O+ Íon hidrônio ou hidroxônio            | H2O Água                          |
| HSO4− Íon sulfato de hidrogênio            | SO42− Íon sulfato                 |
| H3PO4 Ácido fosfórico                      | H2PO4− Íon dihidrogenofosfato     |
| CH3COOH Ácido acético                      | CH3COO− Íon acetato               |
| H2CO3 Ácido carbônico                      | HCO3− Íon carbonato de hidrogênio |
| H2S Ácido sulfídrico                       | HS− Íon sulfeto de hidrogênio     |
| H2PO4− Íon dihidrogenofosfato              | HPO42− Íon hidrogenofosfato       |
| NH4+ Íon amônio                            | NH3 Amônia                        |
| HCO3− Íon hidrogenocarbonato (bicarbonato) | CO32− Íon carbonato               |
| HPO42− Íon hidrogenofosfato                | PO43− Íon fosfato                 |
| H2O Água (neutra, pH 7)                    | OH− Íon hidróxido                 |